# Black Market Rustlers
Black Market Rustlers è un film del 1943 diretto da S. Roy Luby.
È un film western statunitense con Ray Corrigan (accreditato come Ray 'Crash' Corrigan), Dennis Moore (accreditato come Denny Moore) e Max Terhune (accreditato come Max 'Alibi' Terhune). È ambientato durante la seconda guerra mondiale. Fa parte della serie di 24 film western dei Range Busters, realizzati tra il 1940 e il 1943 e distribuiti dalla Monogram Pictures.

## Produzione
Il film, diretto da S. Roy Luby su una sceneggiatura di Patricia Harper, fu prodotto da George W. Weeks per la Monogram Pictures tramite la società di scopo Range Busters e girato nel Walker Ranch, nell'Andy Jauregui Ranch e nel Monogram Ranch a Newhall e a Santa Clarita, in California dal 10 maggio del 1943. Il brano della colonna sonora You Wink at Me and I'll Wink at You fu composto da Jim Austin (parole e musica), Wait for the Wagon da George P. Knauff e R. Bishop Buckley.

## Distribuzione
Il film fu distribuito negli Stati Uniti dal 27 agosto 1943 al cinema dalla Monogram Pictures.

## Promozione
Le tagline sono:
- "RANGE-BUSTING COWBOYS BLAST THE NATION'S MOST TERRIBLE RACKET! Deadlier than bandits, horse thieves and gun-mad badmen are the new marauders of the west! You'll cheer when these sagebrush commandos "treat 'em rough" in real western style! ".
- "Six-gun justice is the cowboys' answer to the deadly scourge of racketeers who want to stab Uncle Sam in the back. They shoot first...and ask questions afterwards! ".
- "RATTLESNAKE OUTLAWS GET NO QUARTER! "Find 'em quick and shoot 'em quicker" is the code of these range-busters who battle the black market rats! ".